# Брюховецкий, Иван Мартынович
Ива́н Марты́нович Брюхове́цкий (подписывался — Ивашко Брюховецкий, 1623, Брюховичи, Русское воеводство, Речь Посполитая — 18 июня 1668, Опошня, Полтавский полк, Русское царство) — c начала 1659 года куренной атаман основанного им Брюховецкого куреня, с декабря того же года — кошевой атаман Запорожской Сечи, гетман Его Царского Пресветлого Величества Войска Запорожского с 1663 по 1668 год, преемник гетмана Якима Самко. Первый московский боярин, происходивший из казаков. Был женат на дочери Дмитрия Алексеевича Долгорукого. Один из инициаторов создания Московских статей 1665 года, согласно которым все малороссийские города и земли провозглашались прямыми владениями русского царя. В 1668 году изменил царю, подняв Левобережное восстание. Растерзан толпой казаков, желавших видеть в качестве гетмана Петра Дорошенко.

## Биография

### Происхождение
Происхождение Брюховецкого по линии матери неизвестно: сохранились сведение, что он был «полулях», что не исключало и полностью польское происхождение (то есть, будучи поляком по происхождению, несмотря на переход в православие, в душе остался поляком), а также свидетельства, что казацких предков Брюховецкий не имел, а образование получил в Львовской иезуитской коллегии. При осаде Львова войсками Богдана Хмельницкого и перекопского мирзы Тугай-бея Ян, сын Мартина Хамеля, был захвачен татарами, выкуплен Богданом Хмельницким, перешёл в православную веру, стал Иваном Мартыновичем Брюховецким. Фамилия ему дана по названию бывшей вотчины его отца Мартина Гамеля (Хамеля) — Брюховичи. В это время ему было приблизительно 25 лет от рождения. Службу в Войске Запорожском начал в 1648 году как старший джура (адъютант) при гетмане Богдане Хмельницком, известен как «мартынец» (подножка) Хмельницкого. Брюховецкий упоминается в реестре 1649 года среди казаков Чигиринской сотни именно как «мартынец» гетмана.

Все тайны наконец объясняются: потомство узнало, кто был Иван Брюховецкий. Слуга Богдана Хмельницкого, спасая жизнь господина, однажды попался он Татарам в плен; его пытали, мучили, наконец за дорогой выкуп отпустили к Гетману. По смерти Богдана, он достался Юрию; молодой Пан одевал его богато, дал ему саблю, и на своем «коште» для него содержал коня. Он любил своего старого слугу, слушал его советы, требовал от него мнений, и эти мнения уважал. Летописи говорят, что и слуга никогда не употреблял во зло господской доверенности; полагал кончить жизнь при Пане своем, всегда был при нём неотлучно, все его чувства принимал к сердцу. Верный слуга был известен каждому Украинцу под именем Мартынца.
— «История Малороссии», Н.А. Маркевич, Том 2, М. 1842.

### Деятельность до гетманства
После смерти Богдана Хмельницкого Брюховецкий был воспитателем его сына Юрия (Георгия) и с 1657 по 1659 находится с ним на учёбе в Киево-Могилянской коллегии (Духовной академии), живёт с Юрием Хмельницким в одном доме. В 1659 году Брюховецкий прибывает в Запорожскую Сечь по поручению Юрия Хмельницкого, чтобы убедить сечевиков выбрать Юрия Хмельницкого гетманом. Справившись с поручением, Брюховецкий остался в Сечи, где быстро добился популярности среди простых казаков, в том числе, тем, что выступал против богатой старшины, добивался широких прав для бедных казаков и посполитых. Всё это позволило Брюховецкому основать в Сечи свой курень — Брюховецкий — и стать его куренным атаманом в год прибытия на Сечь. А уже в декабре 1659 года казаки его единодушно избрали шестым кошевым атаманом Сечи. Безуспешно попытался отбить у гетмана Ивана Выговского Чигирин. В 1660 году, когда начался поход на Львов, гетман Юрий Хмельницкий назначил Брюховецкого наместником в Чигирине. После капитуляции Хмельницкого в битве под Слободищем и перехода гетмана на сторону Речи Посполитой, Брюховецкий бежал из Чигирина в Лохвицу к князю Борису Мышецкому, откуда отправился в Москву. В 1662—1663 годах вновь был кошевым атаманом на Сечи.

### Избрание на гетманство
В январе 1663 года Брюховецкий, в противовес Якиму Сомко, был провозглашен «кошевым гетманом» Запорожской Сечи. Гетман Яким Сомко говорил царскому посланнику Фёдору Лодыженскому, что виновником этого является епископ Мстиславский и Оршанский Мефодий «и Брюховецкий по баламутству его называетца гетманом; а у них же в Запорогах от веку гетмана не бывало, а были атаманы, также как и на Дону…, а особного де кошевого гетмана в Запорогах николи не бывало, то же учинено вновь… А Брюховецкому де верить нельзя, что он полулях, был Ляхом да крестился; а в войске он не служил и казаком не бывал».
В июне 1663 года на Чёрной раде в Нежине Иван Брюховецкий был избран гетманом. Противники Брюховецкого — кандидаты переяславский Яким Сомко и нежинский Василий Золотаренко, вместе с ближайшими поплечниками, были обвинены в измене и по приговору войскового суда казнены. Князь Василий Волконский, будучи в это время Переяславским воеводой, узнав про избрание Брюховецкого, и погибель своего сотоварища обидевшись заявил прибывшим к нему с этим известием посланцам нового гетмана: «…худые де вы люди, свиньи учинились в начальстве и обрали в гетманы такую же свинью, худого человека, а лутших людей, Самка с таварищи, от начальства отлучили». В июле к гетману Брюховецкому прибыл от государя князь Никита Григорьевич Гагарин, который привёз пожалованные гетманские клейноды: знамя, булаву и два сорока соболей.

### Война с Речью Посполитой и Московские статьи
После избрания назначил на руководящие должности своих людей, отправив им в поддержку во все полковые города по сотне запорожцев. Первой кампанией под его началом, совместно с отрядом Кирила Хлопова, была осада и сожжение Кременчуга осенью 1663 года.
В 1664 году за участие в отражении Московского похода Яна II Казимира Брюховецкий был пожалован в Москве боярским титулом и женился на княжне Дарье Исканской из рода Долгоруких. В ответ Брюховецкий подписал с царским правительством в 1665 году Московские статьи, существенно ограничившие автономию Гетманщины. При этом Брюховецкий подписался «холопом Ивашкой», то есть что было нехарактерно для гетманов до тех пор. В том же году Брюховецкий рассорился с епископом Мефодием, который начал писать на него доносы в Москву.
В войне с Речью Посполитой и её сторонниками среди казаков Брюховецкий в 1665 году воспользовался ослаблением польской власти на Правобережье вследствие восстания 1664—1665 годов и на время завладел Каневом, Уманью и другими городами. Однако его осада Белой Церкви, оплота польской власти на Правобережной Украине, оказалась в июне 1665 года неудачной, в том числе из-за того, что русское правительство к этому моменту уже настроилось на мирное соглашение с Речью Посполитой и не выделило ему значительные воинские контингенты.

### Восстание против царской власти
Правобережный гетман Пётр Дорошенко сносился и с Брюховецким, уговаривая его отказаться от Москвы и обещая помочь ему сделаться единоличным гетманом «обоих берегов Днепра» под покровительством Турции и Крыма. При этом он обязывался отказаться от своего правобережного титула. В 1667 году, после низложения Большим московским собором патриарха Никона, епископ Мефодий, обиженный на Москву, помирился с Брюховецким и стал помогать Дорошенко. В конце концов Брюховецкий возглавил сопротивление украинцев недовольных в том числе и условиями Андрусовского перемирия. Он поднял восстание против Москвы: прежде всего были изгнаны воеводы. Пытаясь привлечь на свою сторону донских казаков в феврале 1668 Брюховецкий писал в своем универсале, что люди в Москве:

…верховнейшего пастыря своего, святейшего отца патриарха, свергли, не желая быть послушными его заповеди; он их учил иметь милость и любовь к ближним, а они его за это заточили; святейший отец наставлял их (москвичей), чтобы не присовокуплялись к латинской ереси, но теперь они приняли унию и ересь латинскую, ксендзам в церквах служить позволили, Москва уже не русским, но латинским письмом писать начала…
— С. М. Соловьев — «История России с древнейших времен», т. XII, стр. 370.
Дорошенко же писал в Варшаву, что «сделает так, что обе стороны Днепра будут за королём». Весной 1668 года Дорошенко потребовал, чтобы Брюховецкий отдал булаву и присягнул ему. Обманутый Брюховецкий попытался договориться с султаном и принять протекцию Турции. Султан согласился и в Гадяче Брюховецкий присягнул на верность Турции.
В это время на Брюховецкого выступил Дорошенко. 7 июня 1668 года Дорошенко и Брюховецкий встретились на Сербовом поле близ Диканьки. К Брюховецкому с отрядом был выслан сотник Брацлавский. Несмотря на оказанное сопротивление личной охраны гетмана, благодаря изменникам он был схвачен. Дорошенко приказал приковать Брюховецкого к пушке, пока над ним будет идти суд, но при этом будто бы случайно сделал движение рукой. Толпа приняла этот знак как смертный приговор, накинулась на Брюховецкого и забила его. Страшно изуродованный труп отвезли в Гадяч и там похоронили со всеми гетманскими почестями. Перезахоронен прах гетмана в Успенской церкви села Лютенька (усыпальницы гадячского полковника Михаила Бороховича)
Как отмечала Наталия Яковенко, Дорошенко отдал сознательный приказ казни, отговорка «случайности» возникла вскоре после резни и явных намерений его устранить со стороны запорожцев, которые после неудачи задуманного, равно как и силы южного левобережья, Иван Сирко, покинули Дорошенко, избрав гетманом Степана Вдовиченко.

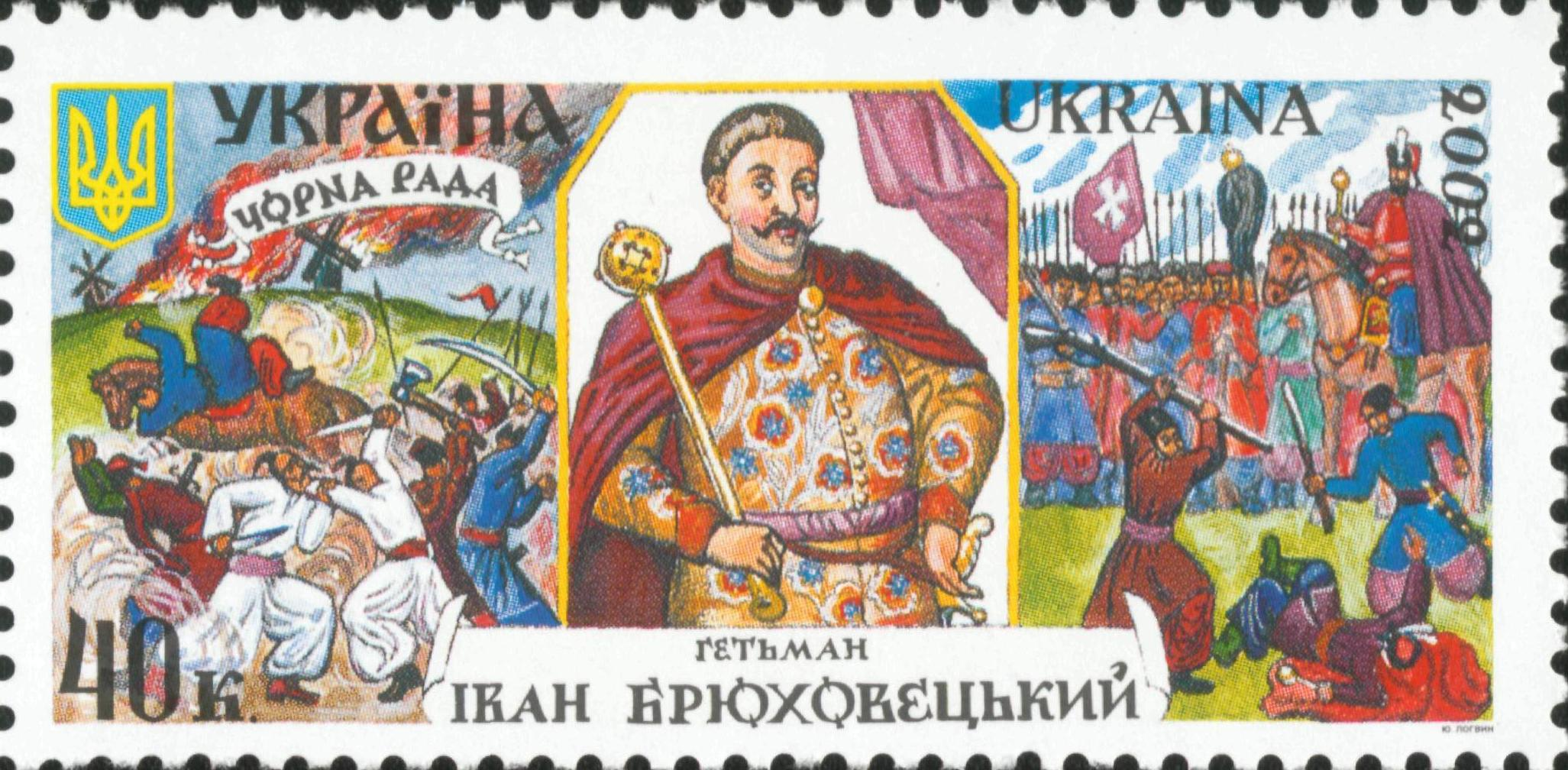
На почтовой марке Украины, 2002 год

## Семья
В 1665 году Брюховецкий женился на княжне Дарье Дмитриевне Долгоруковой; от этого брака родилось трое детей, сын и две дочери.

## Память
В честь гетмана Брюховецкого получил наименование курень (Запорожская Сечь) Запорожской Сечи, а затем наименование за куренем и Брюховецким куренным поселением осталось при переселении казаков на Кубань в 1794 году. Брюховецкое куренное поселение в 1842 году было переименовано в станицу Брюховецкая.

## В произведениях искусства

### В художественной литературе
- «Чёрная рада» — роман Пантелеймона Кулиша.

### В кинематографе
- «Чёрная рада» — украинский фильм 2001 года (в роли Богдан Ступка).